# アレックス・ヒンショウ
アレクサンダー・オマー・ヒンショウ（Alexander Omar Hinshaw, 1982年10月31日 - ）は、カリフォルニア州クレアモント出身の元プロ野球選手（投手）。左投左打。

## 経歴

### プロ入りとジャイアンツ時代
1982年10月31日、カリフォルニア州にて、アメリカ人の父親とアフガニスタン人の母親の間に生まれる。
2000年のMLBドラフトでサンフランシスコ・ジャイアンツからドラフト28巡目（全体841位）で、2002年のMLBドラフトでサンフランシスコ・ジャイアンツからドラフト29巡目（全体877位）で、2003年のMLBドラフトでフロリダ・マーリンズからドラフト25巡目（全体743位）で指名されたが、いずれも契約しなかった。
2005年のMLBドラフトでサンフランシスコ・ジャイアンツにドラフト15巡目（全体462位）で指名され、ようやく契約を結んだ。
2008年5月15日のヒューストン・アストロズ戦でメジャーデビューを果たし、1/3回を1被安打1奪三振で抑えた。

### パドレス時代
2011年12月1日に、サンディエゴ・パドレスとマイナー契約を結んだ。
2012年8月14日に、DFAとなった。

### カブス時代
2012年8月19日に、シカゴ・カブスへウェーバーで移籍した。オフの10月6日に、FAとなった。

### カブス退団後
2012年11月21日に、トロント・ブルージェイズとマイナー契約を結んだ。
2013年は開幕を、傘下AAAのバッファロー・バイソンズで迎えた。5月10日に、解雇された。5月31日に、アトランティックリーグのサマセット・ペイトリオッツと契約を結んだ。6月13日に、解雇された。6月22日に、アトランティックリーグのブリッジポート・ブルーフィッシュと契約を結んだ。
2014年は、アメリカン・アソシエーションのウィチタ・ウィングナッツでプレーした。
2015年もアメリカン・アソシエーションのグランドプレーリー・エアーホッグスと契約したが、5月20日に解雇となった。

## 選手としての特徴
95マイルの速球と、スライダーが武器。